# 고바야시 시오리
고바야시 시오리(일본어: 小林 詩織, 1988년 5월 20일 ~ )는 일본의 여자 축구 선수이다.

## 구단 경력
나데시코 리그의 닛테레 벨레자, 노지마 스텔라 가나가와 사가미하라, 야마토 실피드에서 활동했다.

## 국가대표팀 경력
그녀는 2008년 FIFA U-20 여자 월드컵에 참가할 일본 U-20 국가대표팀에 발탁되었으며. 2경기에 출전했다.